# Saint-Hippolyte (Doubs)
Saint-Hippolyte és un municipi francès situat al departament del Doubs i a la regió de Borgonya - Franc Comtat. L'any 2007 tenia 918 habitants.

## Demografia

### Població
El 2007 la població de fet de Saint-Hippolyte era de 918 persones. Hi havia 427 famílies de les quals 180 eren unipersonals (78 homes vivint sols i 102 dones vivint soles), 118 parelles sense fills, 102 parelles amb fills i 27 famílies monoparentals amb fills.
La població ha evolucionat segons el següent gràfic:
Habitants censats

### Habitatges
El 2007 hi havia 528 habitatges, 438 eren l'habitatge principal de la família, 38 eren segones residències i 53 estaven desocupats. 305 eren cases i 211 eren apartaments. Dels 438 habitatges principals, 243 estaven ocupats pels seus propietaris, 183 estaven llogats i ocupats pels llogaters i 11 estaven cedits a títol gratuït; 6 tenien una cambra, 45 en tenien dues, 108 en tenien tres, 136 en tenien quatre i 142 en tenien cinc o més. 272 habitatges disposaven pel capbaix d'una plaça de pàrquing. A 221 habitatges hi havia un automòbil i a 133 n'hi havia dos o més.

### Piràmide de població
La piràmide de població per edats i sexe el 2009 era:
| Homes | Edats   | Dones |
| ----- | ------- | ----- |
| 0     | 95 o +  | 0     |
| 0     | 90 a 94 | 4     |
| 0     | 85 a 89 | 24    |
| 8     | 80 a 84 | 4     |
| 24    | 75 a 79 | 36    |
| 20    | 70 a 74 | 20    |
| 24    | 65 a 69 | 16    |
| 12    | 60 a 64 | 28    |
| 16    | 55 a 59 | 28    |
| 16    | 50 a 54 | 16    |
| 48    | 45 a 49 | 44    |
| 60    | 40 a 44 | 44    |
| 28    | 35 a 39 | 40    |
| 36    | 30 a 34 | 48    |
| 56    | 25 a 29 | 28    |
| 16    | 20 a 24 | 24    |
| 44    | 15 a 19 | 48    |
| 32    | 10 a 14 | 56    |
| 12    | 5 a 9   | 28    |
| 16    | 0 a 4   | 32    |

## Economia
El 2007 la població en edat de treballar era de 578 persones, 423 eren actives i 155 eren inactives. De les 423 persones actives 384 estaven ocupades (214 homes i 170 dones) i 40 estaven aturades (19 homes i 21 dones). De les 155 persones inactives 60 estaven jubilades, 50 estaven estudiant i 45 estaven classificades com a «altres inactius».

### Ingressos
El 2009 a Saint-Hippolyte hi havia 458 unitats fiscals que integraven 921 persones, la mediana anual d'ingressos fiscals per persona era de 17.734 €.

### Activitats econòmiques
Dels 61 establiments que hi havia el 2007, 2 eren d'empreses extractives, 4 d'empreses alimentàries, 4 d'empreses de fabricació d'altres productes industrials, 6 d'empreses de construcció, 16 d'empreses de comerç i reparació d'automòbils, 6 d'empreses de transport, 8 d'empreses d'hostatgeria i restauració, 3 d'empreses financeres, 2 d'empreses immobiliàries, 1 d'una empresa de serveis, 7 d'entitats de l'administració pública i 2 d'empreses classificades com a «altres activitats de serveis».
Dels 21 establiments de servei als particulars que hi havia el 2009, 1 era una oficina d'administració d'Hisenda pública, 1 gendarmeria, 1 oficina de correu, 2 oficines bancàries, 2 tallers de reparació d'automòbils i de material agrícola, 1 guixaire pintor, 1 fusteria, 1 lampisteria, 3 electricistes, 2 perruqueries i 6 restaurants.
Dels 11 establiments comercials que hi havia el 2009, 1 era una gran superfície de material de bricolatge, 3 fleques, 2 carnisseries, 1 una peixateria, 1 una sabateria, 1 una botiga d'electrodomèstics, 1 una botiga de mobles i 1 una joieria.
L'any 2000 a Saint-Hippolyte hi havia 5 explotacions agrícoles que ocupaven un total de 275 hectàrees.

## Equipaments sanitaris i escolars
El 2009 hi havia 1 farmàcia i 1 ambulància.
El 2009 hi havia 1 escola maternal i 1 escola elemental. Saint-Hippolyte disposava d'un col·legi d'educació secundària amb 120 alumnes.

## Poblacions més properes
El següent diagrama mostra les poblacions més properes.